# Antoine Perrenot de Granvelle

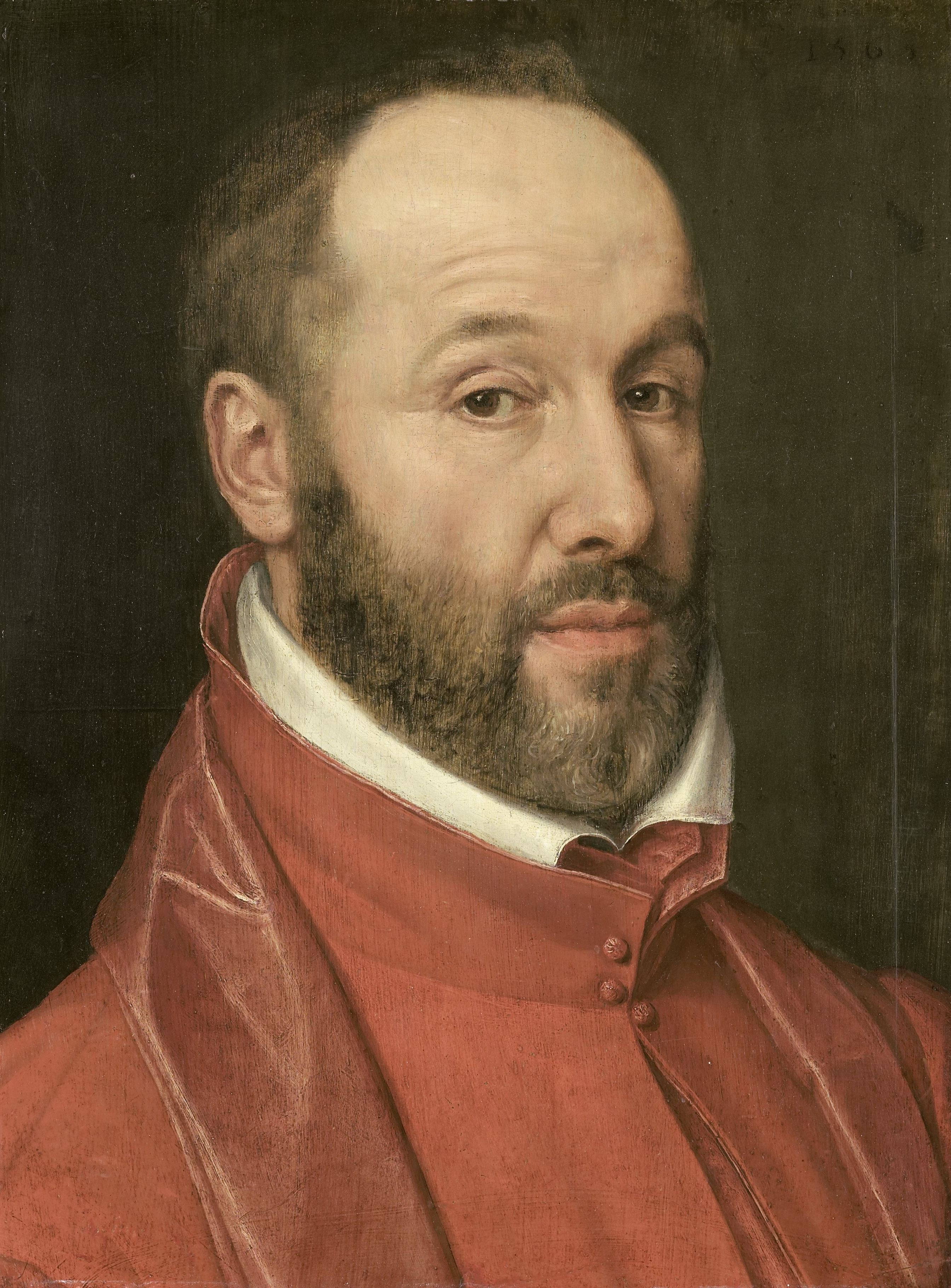

Antoine Perrenot de Granvelle (Ornans, 20 d'agost de 1517 - Madrid, 21 de setembre de 1586) va ser un Cardenal de l'Església Romana i polític d'origen borgonyó (nascut al Franc Comtat). Fill del també borgonyó Nicolau Perrenot de Granvelle, secretari de Carles I, a qui va succeir com a conseller imperial el 1550 va ser a més a més bisbe d'Arràs i arquebisbe de Malines i Besançon.
El 1559 Felip II el nomenà membre del Consell d'Estat dels Països Baixos i principal conseller de la governadora Margarida de Parma, encarregat de definir i aplicar la política imperial en les Disset Províncies que componien els Països Baixos. El seu objectiu era imposar la uniformitat religiosa catòlica i reformar la fiscalitat per poder obtenir el màxim de diners. El primer objectius s’assoliria nomenant els bisbes de forma centralitzada, escollint-los entre els inquisidors més fiables. I el segon fiscalitzant tots els bens possibles, des de la malta a la sal. El seu pla despertà una forta resistència en uns Països Baixos on el protestantisme havia captat molts feligresos, i fins i tot va es guanyar l’enemistat de l’estatúder Guillem I d'Orange-Nassau. Perrenot de Granvelle va haver de marxar el març de 1564.